# Blavincourt
Blavincourt is een dorp in de Franse gemeente Beaufort-Blavincourt in het departement Pas-de-Calais. Blavincourt ligt in het westen van de gemeente, zo'n anderhalve kilometer ten westen van het centrum van Beaufort.

## Geschiedenis
Oude vermeldingen van de plaats dateren uit de 12de eeuw als Bavelainicurt, Bavelencurt en Baveleincort.
Op het eind van het ancien régime werd Blavincourt een gemeente. De bebouwing van het dorpscentrum van de kleine buurgemeente Beaufort liep verder op het grondgebied van het uitgestrektere Blavincourt, in het gehucht Happegrené.
In 1859 werd de gemeente Blavincourt (332 inwoners in 1856) samengevoegd met de gemeente Beaufort  (289 inwoners in 1856) in de gemeente Beaufort-Blavincourt.

## Bezienswaardigheden
- De Église Saint-Pierre. De kerkklok uit 1546 werd in 1912 geklasseerd als monument historique.
- De middeleeuwse motte, die in 1982 werd ingeschreven als monument historique.